# アマルテア (衛星)
アマルテア(Jupiter V Amalthea)は、木星の第5衛星。2018年までに発見された衛星の中で内側から3番目の軌道を回っている。同様にガリレオ衛星より内側を回っている木星内部衛星群をアマルテア群と呼ぶことがある。
名前はギリシア神話に登場する、ゼウスを育てたニンフの一人アマルテイア (Amaltheia) に由来し、発見後まもなくカミーユ・フラマリオンによって提唱された。しかし正式に命名されたのは1975年で、それ以前は単にJupiter Vという名で知られていた。俗にバーナード星とも（ただしこの呼称はへびつかい座の恒星の方を指すことが多い）。なお小惑星帯の小惑星(113)にも同名の アマルテアが存在する。

## 発見と観測
アマルテアは、1892年9月9日にエドワード・エマーソン・バーナードによってリック天文台の91 cm屈折望遠鏡を用いて発見された。撮影された写真中からではなく目視による直接観測で発見されたものとしては最後の衛星であり、また1610年にガリレオ・ガリレイがガリレオ衛星を発見して以降では最初に発見された木星の衛星である。
1979年にはボイジャー1号とボイジャー2号によって観測された。そののち、1990年代には木星探査機ガリレオによってより詳細に観測されている。2002年11月、ガリレオ探査機が最後の探査活動として接近、観測した。

## 物理的特徴
アマルテアの表面は非常に赤い色を示す。これはイオに起源を持つ硫黄か、その他の氷ではない物質によるものだと考えられる。アマルテアの斜面部分には明るい領域が存在するが、この部分の色の性質は今のところ分かっていない。アマルテアの表面は、その他の木星内部衛星群よりもわずかに明るい。また公転方向に先行した半球と後行する半球で明確な非対称性があり、先行半球は後行半球よりも1.3倍明るい。この非対称性はメティスに見られる特徴と同様に、アマルテアの速い公転速度と先行半球への頻繁な衝突により、天体内部の明るい物質(おそらくは氷)が表面に露出していることが原因だと考えられている。
アマルテアはいびつな形状をしており、三軸径は250 × 146 × 128 kmである。木星に近いその他の衛星と同様に、潮汐固定された状態にあり、長軸方向を常に木星の方向に向けながら公転している。
表面には多数のクレーターが見られ、いくつかは衛星と比較して非常に大きなサイズを持つ。最も大きなクレーターであるパンは差し渡し100 kmにおよび、深さは少なくとも8 kmある。その他にもガエアの直径は80 kmあり、深さはパンの2倍程度あると推定されている。またアマルテア表面には白斑と呼ばれるいくつかの明るいスポットが存在し、これらのうち2つにはリークトスとイダと名前が付けられている。これらの幅は25 km程度である。
アマルテアの形状が不規則でありサイズも大きいことから、かつてはかなり強く硬い物質で出来ていると考えられていた。これはもし氷や柔らかい物質でこの天体が出来ていた場合、自己重力によってより球形に近い形状に変化してしまうはずだからである。しかし2002年11月5日にガリレオ探査機によるフライバイが行われた際にこの衛星の質量が測定され、この天体が低密度であることが判明した。このフライバイではガリレオはアマルテアの160 km以内の距離を通過し、その際の探査機の軌道の変化から質量が測定された。測定された平均密度は 0.86 g/cm3 であり、比較的氷が多い組成か、非常に多孔質のラブルパイル構造であるか、あるいはその中間である必要があることが分かっている。
すばる望遠鏡の観測によって得られたアマルテアの赤外線スペクトルは、この衛星が含水鉱物もしくは有機物を含んでいることを示唆している。形成直後の高温な木星からの放射の影響のため、現在の位置でアマルテアが形成されたとすると含水鉱物の存在を説明することが出来ない。そのため、現在よりも木星から遠い位置で形成された後に移動してきたか、あるいは木星の重力に捕らえられた小惑星である可能性がある。実際、すばる望遠鏡の観測によって得られた赤外線スペクトルは、炭素質小惑星が起源と考えられている隕石の幾つかに類似している。
アマルテアは、太陽から受け取るよりもわずかに多く熱を放射している。この余分な熱源は、木星自身の熱放射、木星表面での反射光、荷電粒子の衝突による加熱によるものだと考えられており、それぞれ最大で9 K、5 K、2 K分の温度上昇に寄与すると推定されている。

## 軌道
アマルテアの軌道長半径は181,000 km(木星半径の2.54倍)である。軌道離心率は0.003、軌道傾斜角は木星の赤道に対して0.37°である。これらの離心率と傾斜角の値自体は小さいものの、惑星に近い軌道を公転する衛星としては目立って大きい。これはガリレオ衛星のうち最も内側を公転するイオの影響によって説明することが可能である。過去にアマルテアはイオとの複数の平均運動共鳴を通過し、この時に離心率と傾斜角が上昇したと考えられる。
アマルテアの軌道はアマルテア・ゴサマー環の外縁付近に位置している。この環は、衛星から放出された物質から構成されている。

## 木星の環との関係
アマルテアの密度が低く不規則な形状をしていることと木星からの潮汐力の影響で、アマルテアからの脱出速度は極めて低速である。アマルテア表面における脱出速度は1 m/sに満たず、微小隕石の衝突などによって生成された塵は容易にアマルテアを脱出できる。このダストがアマルテア・ゴサマー環を形成している。
ガリレオ探査機がアマルテアをフライバイする最中、探査機に搭載されたスタースキャナーによって9つの閃光が検出されている。これはアマルテアの軌道付近にあるムーンレットだと考えられる。これらは1つの位置からしか見えなかったため、実際の距離の測定は出来なかった。これらのムーンレットの推定サイズは、砂利程度のものからスタジアム程度のサイズのいずれもがあり得る。これらの起源は不明だが、現在の軌道に重力的に捕獲されたものか、あるいはアマルテアへの隕石衝突に伴う放出物である可能性がある。ガリレオによるその後の、そしてミッション終了前最後の観測では、このようなムーンレットがさらに1つ検出された。この時はアマルテアは木星の反対側にいたため、これらの小天体はアマルテアの軌道の付近に環を形成している可能性が高い。

## 地形一覧

### クレーター
アマルテアのクレーターの名は、ギリシア神話の神々に由来する。
| 地名          | 由来   |
| ------------- | ------ |
| パン (Pan)    | パーン |
| ガエア (Gaea) | ガイア |

### 白斑
アマルテアの白斑の名は、ゼウスと関係のある場所に由来する。
| 地名                       | 由来           |
| -------------------------- | -------------- |
| イダ (Ida Facula)          | イディ山       |
| リークトス (Lyctos Facula) | クレタ島の地域 |

## 画像

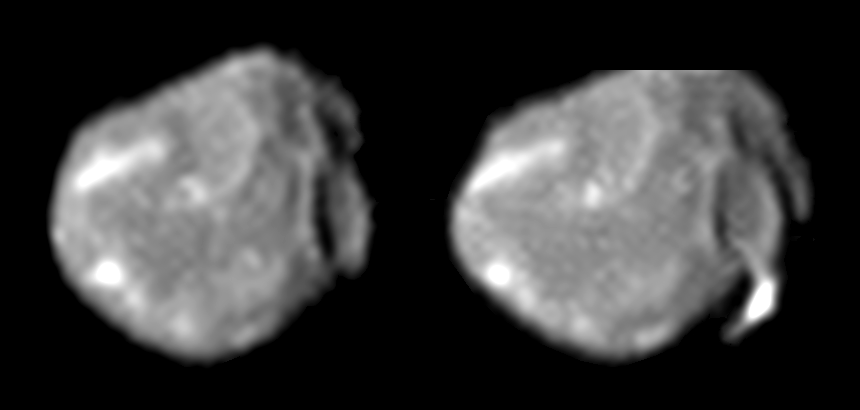
アマルテアのモノクロ写真、ガリレオが撮影。
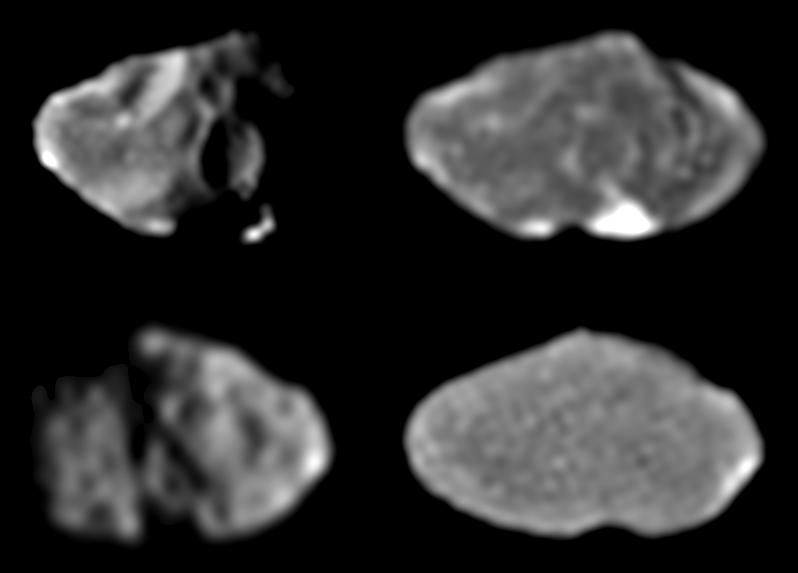
アマルテアの不規則な外形。
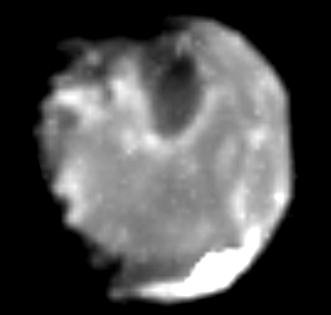
高解像度写真、イダとリークトスは明暗境界線の右側に位置する、下方に位置する大きい明るい地域はガエア。
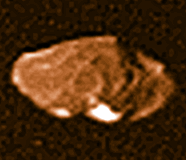
パンは右上に位置する、右下の明るい地域はイダ、左下の明るい地域はリークトス。

## 関連事項
- 木星の衛星
- 木星の環